# Torquigener parcuspinus
Torquigener parcuspinus és una espècie de peix de la família dels tetraodòntids i de l'ordre dels tetraodontiformes.

## Morfologia
- Els mascles poden assolir 10 cm de longitud total.[4][5]

## Hàbitat
És un peix marí i de clima tropical.

## Distribució geogràfica
Es troba a Indonèsia, el nord-oest d'Austràlia i Papua Nova Guinea.

## Observacions
És verinós per als humans.